# Singapore Premier League 2024/25
Die Singapore Premier League 2024/25, aus Sponsorgründen auch als AIA Singapore Premier League bekannt, war die siebte Spielzeit der höchsten singapurischen Fußballliga seit der Ligareform 2018. Organisiert wurde der Wettbewerb vom singapurischen Fußballverband. Die Saison begann am 10. Mai 2024 und endete am 25. Mai 2025. Titelverteidiger war Albirex Niigata (Singapur).

## Mannschaften
| Mannschaft                 | Standort  |
| -------------------------- | --------- |
| Albirex Niigata (Singapur) | Jurong    |
| Balestier Khalsa           | Toa Payoh |
| Brunei DPMM FC             | Brunei    |
| Geylang International      | Tampines  |
| Hougang United             | Kallang   |
| Lion City Sailors          | Kallang   |
| Tampines Rovers            | Tampines  |
| Tanjong Pagar United       | Jurong    |
| Young Lions                | Kallang   |

## Spielstätten
| Stadion | Stadionname         | Verein                                          | Kapazität |
| ------- | ------------------- | ----------------------------------------------- | --------- |
|         | Jurong East Stadium | Albirex Niigata (Singapur) Tanjong Pagar United | 2.700     |
|         | Bishan Stadium      | Lion City Sailors Balestier Khalsa              | 6.254     |
|         | Jalan Besar Stadium | Young Lions Hougang United Brunei DPMM FC       | 6.254     |
|         | Our Tampines Hub    | Tampines Rovers Geylang International           | 6.254     |

## Ausländische Spieler
Albirex Niigata kann eine unbegrenzte Anzahl singapurischer Spieler für die neue Saison melden.
| Mannschaft                 | Spieler 1           | Spieler 2       | Spieler 3           | Spieler 4       | Spieler 5   | AFC Spieler     | U21 Spieler 1    | U21 Spieler 2      | U21 Spieler 3           | Ehemalige Spieler                                                              |
| -------------------------- | ------------------- | --------------- | ------------------- | --------------- | ----------- | --------------- | ---------------- | ------------------ | ----------------------- | ------------------------------------------------------------------------------ |
| Albirex Niigata (Singapur) | Koki Kawachi        | Shuhei Hoshino  | Stevia Egbus Mikuni | Yōhei Ōtake     |             | Naoki Yoshioka  | Nozomi Ozawa     | Shingo Nakano      | Taiki Maeda             | Yōjirō Takahagi Arya Igami Kai Yamamoto                                        |
| Balestier Khalsa           | Alen Kozar          | Anton Fase      | Riku Fukashiro      | Masahiro Sugita |             | Kōdai Tanaka    | Cher Deng        | Reycredo Bukit     | Hồ Tùng Hân             | Ismaïl Sassi                                                                   |
| Tampines Rovers            | Milos Zlatkovic     | Itsuki Enomoto  | Seia Kunori         | Shuya Yamashita |             | Dylan Fox       | Arya Igami       | Nanthiphat Chaiman | Witthawat Phraothaisong | Kyōga Nakamura Boris Kopitović Thitipat Ekarunpong Thanet Suknate              |
| Brunei DPMM FC             | Kristijan Naumovski | Miguel Oliveira | Damir Muminovic     | Dāvis Ikaunieks |             | Farshad Noor    | Gabriel Gama     |                    |                         | Patrick Flottmann Julio Cruz                                                   |
| Geylang International      | Vincent Bezecourt   | Rio Sakuma      | Ryōya Taniguchi     | Takahiro Tezuka |             | Tomoyuki Doi    | Keito Hariya     | Barnaby Davies     |                         | Zach Whitehouse Sora Tanaka                                                    |
| Hougang United             | Stjepan Plazonja    | Daniel Alemão   | Dejan Racic         | Jovan Mugosa    |             | Shodai Yokoyama | Ismail Salihović | Parinya Kaochukiat | Ratthathammanun Deeying | Petar Banović Faris Hasić Ensar Brunčević Puttipat Kaewsawad Kristijan Krajček |
| Lion City Sailors          | Maxime Lestienne    | Toni Datković   | Bart Ramselaar      | Rui Pires       | Lennart Thy | Bailey Wright   | Sergio Carmona   | Diogo Costa        | Ali al-Rina             | Richairo Živković Obren Kljajić                                                |
| Tanjong Pagar United       | Matt Silva          | Salif Cissé     | Shodai Nishikawa    |                 | Tomoki Wada | Timur Talipov   | Zenivio          |                    |                         | Pathy Malumandsoko Stefan Paunovic                                             |
| Young Lions                | Jun Kobayashi       | Kan Kobayashi   |                     |                 |             | Kaisei Ogawa    |                  |                    |                         | Itsuki Enomoto Rashid Hayek                                                    |

## Abschlusstabelle
Stand: Saisonende 2024/25
| Pl. | Verein                         | Sp. | S  | U  | N  | Tore    | Diff. | Punkte |
| --- | ------------------------------ | --- | -- | -- | -- | ------- | ----- | ------ |
| 1.  | Lion City Sailors              | 32  | 22 | 6  | 4  | 096:320 | +64   | 72     |
| 2.  | BG Tampines Rovers             | 32  | 19 | 7  | 6  | 084:370 | +47   | 64     |
| 3.  | Geylang International          | 32  | 15 | 9  | 8  | 097:640 | +33   | 54     |
| 4.  | Balestier Khalsa               | 32  | 14 | 6  | 12 | 084:800 | +4    | 48     |
| 5.  | Brunei DPMM FC                 | 32  | 12 | 8  | 12 | 054:610 | −7    | 44     |
| 6.  | Albirex Niigata (Singapur) (M) | 32  | 13 | 3  | 16 | 055:710 | −16   | 42     |
| 7.  | Hougang United                 | 32  | 7  | 10 | 15 | 064:760 | −12   | 31     |
| 8.  | Young Lions                    | 32  | 7  | 8  | 17 | 047:890 | −42   | 29     |
| 9.  | Tanjong Pagar United           | 32  | 3  | 7  | 22 | 035:103 | −68   | 16     |

| Zum Saisonende 2024/25: |
| Singapurischer Meister und Qualifikation für die AFC Champions League Two und die ASEAN Club Championship Qualifikation für die AFC Champions League Two und die ASEAN Club Championship |

| Zum Saisonende 2023: |                                                 |
| (M)                  | Amtierender Meister: Albirex Niigata (Singapur) |

## Torschützenliste
Stand: Saisonende 2024/25
| Platz | Spieler           | Mannschaft                                     | Tore |
| ----- | ----------------- | ---------------------------------------------- | ---- |
| 1.    | Tomoyuki Doi      | Geylang International                          | 44   |
| 2.    | Lennart Thy       | Lion City Sailors                              | 28   |
| 3.    | Kōdai Tanaka      | Balestier Khalsa                               | 24   |
| 3.    | Dejan Račić       | Hougang United                                 | 24   |
| 3.    | Shingo Nakano     | Albirex Niigata (Singapur)                     | 24   |
| 6.    | Itsuki Enomoto    | Young Lions (13 Tore) Tampines Rovers (6 Tore) | 19   |
| 7.    | Shawal Anuar      | Lion City Sailors                              | 18   |
| 8.    | Seia Kunori       | Tampines Rovers                                | 17   |
| 9.    | Boris Kopitović   | Tampines Rovers                                | 16   |
| 10.   | Maxime Lestienne  | Lion City Sailors                              | 14   |
| 10.   | Ryōya Taniguchi   | Geylang International                          | 14   |
| 10.   | Stjepan Plazonja  | Hougang United                                 | 14   |
| 10.   | Dāvis Ikaunieks   | Brunei DPMM FC                                 | 14   |
| 14.   | Ismaïl Sassi      | Balestier Khalsa                               | 13   |
| 15.   | Salif Cissé       | Tanjong Pagar United                           | 11   |
| 16.   | Vincent Bezecourt | Geylang International                          | 10   |
| 16.   | Faris Ramli       | Tampines Rovers                                | 10   |
| 16.   | Bart Ramselaar    | Lion City Sailors                              | 10   |
| 16.   | Miguel Oliveira   | Brunei DPMM FC                                 | 10   |
| 16.   | Ignatius Ang      | Balestier Khalsa                               | 10   |

## Weiße Weste (Clean Sheets)
Stand: Saisonende 2024/25
| Platz | Spieler             | Mannschaft                 | Clean sheets |
| ----- | ------------------- | -------------------------- | ------------ |
| 1.    | Syazwan Buhari      | Tampines Rovers            | 11           |
| 2.    | Izwan Mahbud        | Lion City Sailors          | 9            |
| 3.    | Zaiful Nizam        | Hougang United             | 5            |
| 3.    | Hafiz Ahmad         | Balestier Khalsa           | 5            |
| 3.    | Hassan Sunny        | Albirex Niigata (Singapur) | 5            |
| 6.    | Rudy Khairullah     | Geylang International      | 4            |
| 7.    | Zharfan Rohaizad    | Lion City Sailors          | 3            |
| 7.    | Kristijan Naumovski | Brunei DPMM FC             | 3            |
| 9.    | Hairul Syirhan      | Geylang International      | 2            |
| 10.   | Dylan Pereira       | Albirex Niigata (Singapur) | 1            |
| 10.   | Ridhuan Barudin     | Tampines Rovers            | 1            |
| 10.   | Zainol Gulam        | Albirex Niigata (Singapur) | 1            |
| 10.   | Rauf Erwan          | Young Lions                | 1            |
| 10.   | Matt Silva          | Tanjong Pagar United       | 1            |
| 10.   | Prathip Ekamparam   | Tanjong Pagar United       | 1            |
| 10.   | Aizil Yazid         | Young Lions                | 1            |

## Hattricks
Stand:Saisonende 2024/25
| Spieler       | Mannschaft                 | Gegnerische Mannschaft     | Ergebnis | Datum              |
| ------------- | -------------------------- | -------------------------- | -------- | ------------------ |
| Tomoyuki Doi  | Geylang International      | Young Lions                | 7:1 (H)  | 25. Mai 2024       |
| Tomoyuki Doi  | Geylang International      | Hougang United             | 6:2 (A)  | 14. Juni 2024      |
| Tomoyuki Doi  | Geylang International      | Albirex Niigata (Singapur) | 6:0 (A)  | 6. Juli 2024       |
| Shingo Nakano | Albirex Niigata (Singapur) | Balestier Khalsa           | 7:2 (H)  | 18. Juli 2024      |
| Daniel Goh    | Albirex Niigata (Singapur) | Balestier Khalsa           | 7:2 (H)  | 18. Juli 2024      |
| Kōdai Tanaka  | Balestier Khalsa           | Tanjong Pagar United       | 5:2 (H)  | 24. Juli 2024      |
| Dejan Račić   | Hougang United             | Tanjong Pagar United       | 5:1 (H)  | 11. August 2024    |
| Ismaïl Sassi  | Balestier Khalsa           | Young Lions                | 7:2 (A)  | 31. August 2024    |
| Tomoyuki Doi  | Geylang International      | Albirex Niigata (Singapur) | 5:1 (H)  | 15. September 2024 |
| Tomoyuki Doi  | Geylang International      | Tanjong Pagar United       | 7:2 (A)  | 28. September 2024 |
| Tomoyuki Doi  | Geylang International      | Young Lions                | 4:0 (H)  | 3. November 2024   |
| Lennart Thy   | Lion City Sailors          | Tanjong Pagar United       | 4:1 (H)  | 9. Februar 2025    |
| Lennart Thy 4 | Lion City Sailors          | Balestier Khalsa           | 5:0 (A)  | 23. Februar 2025   |
| Tomoyuki Doi  | Geylang International      | Tanjong Pagar United       | 5:1 (H)  | 27. Februar 2025   |
| Lennart Thy 5 | Lion City Sailors          | Young Lions                | 8:0 (A)  | 6. April 2025      |
| Tomoyuki Doi  | Geylang International      | Hougang United             | 4:3 (H)  | 11. April 2025     |
| Kan Kobayashi | Young Lions                | Hougang United             | 4:3 (H)  | 19. Mai 2025       |

- 4 Vier Tore in einem Spiel
- 5 Fünf Tore in einem Spiel